# Sadistik
Sadistik (Cody Foster) är en alternativ- samt undergroundrappare känd för sina komplexa men samtidigt dystra och melankoliska texter.
Sadistik var en nära vän till Eyedea (Micheal Larsen), och en av dem som fann Eyedea efter hans död. Sadistik har senare hyllat honom i sina texter och låtar.

## Diskografi
Album
- The Balancing Act (Clockwork Grey Music, 2008)
- Flowers for My Father (Fake Four Inc., 2013)

EPs
- The Art of Dying (Clockwork Grey Music / Best Kept Records, 2010) (med Kid Called Computer)
- Prey for Paralysis (F to I to X, 2011) (med Kristoff Krane)

## Fotnoter
1. ↑  ”Arkiverade kopian”. Arkiverad från originalet den 14 maj 2013. https://web.archive.org/web/20130514131625/http://potholesinmyblog.com/album-reviews-sadistik-flowers-for-my-father/. Läst 6 juni 2013.
2. ↑  https://www.youtube.com/watch?v=CI9pLSH5Mcw Låten "Micheal" av Sadistik, en hyllning till Eyedea